# Não-dualismo

Taijitu

Não-dualismo, também chamado de não-dualidade, significa "não dois" ou "um indivisível sem um segundo". É encontrado em uma variedade de tradições religiosas asiáticas e na espiritualidade ocidental moderna, mas com uma variedade de significados e usos. Não-dualismo na espiritualidade refere-se principalmente a um atribuído estado maduro de consciência, no qual a dicotomia do eu-outro seria "transcendida" e a consciência é descrita como "sem centro" e "sem dicotomias". Embora esse estado de consciência possa parecer espontâneo, geralmente segue uma preparação prolongada por meio de práticas ascéticas ou meditativas/contemplativas, que podem incluir injunções éticas. As descrições da consciência não dual podem ser encontradas no Hinduísmo (Turiya, sahaja, advaita), Budismo (vacuidade, pariniṣpanna, rigpa), Islã (Wahdat al Wujud, Fanaa e Haqiqah) e tradições ocidentais cristãs e neoplatônicas (henosis, união mística).
A perspectiva filosófica ou religiosa não dual geralmente afirma que não há nenhuma distinção fundamental entre mente e matéria, considerando a divisão como artificial e, a maioria, que o mundo fenomenal é uma ilusão. Muitas tradições (principalmente da Ásia) afirmam que a verdadeira condição ou natureza da realidade é não-dual, e que as dicotomias são conveniências irrealistas ou imprecisas. O não-dualismo ou não-dualidade é contrário ao conceito de dualismo ou dualidade, que é constituído pela manifestação de coisas na existência de dois princípios supremos, incriados, independentes, irredutíveis e antagônicos.

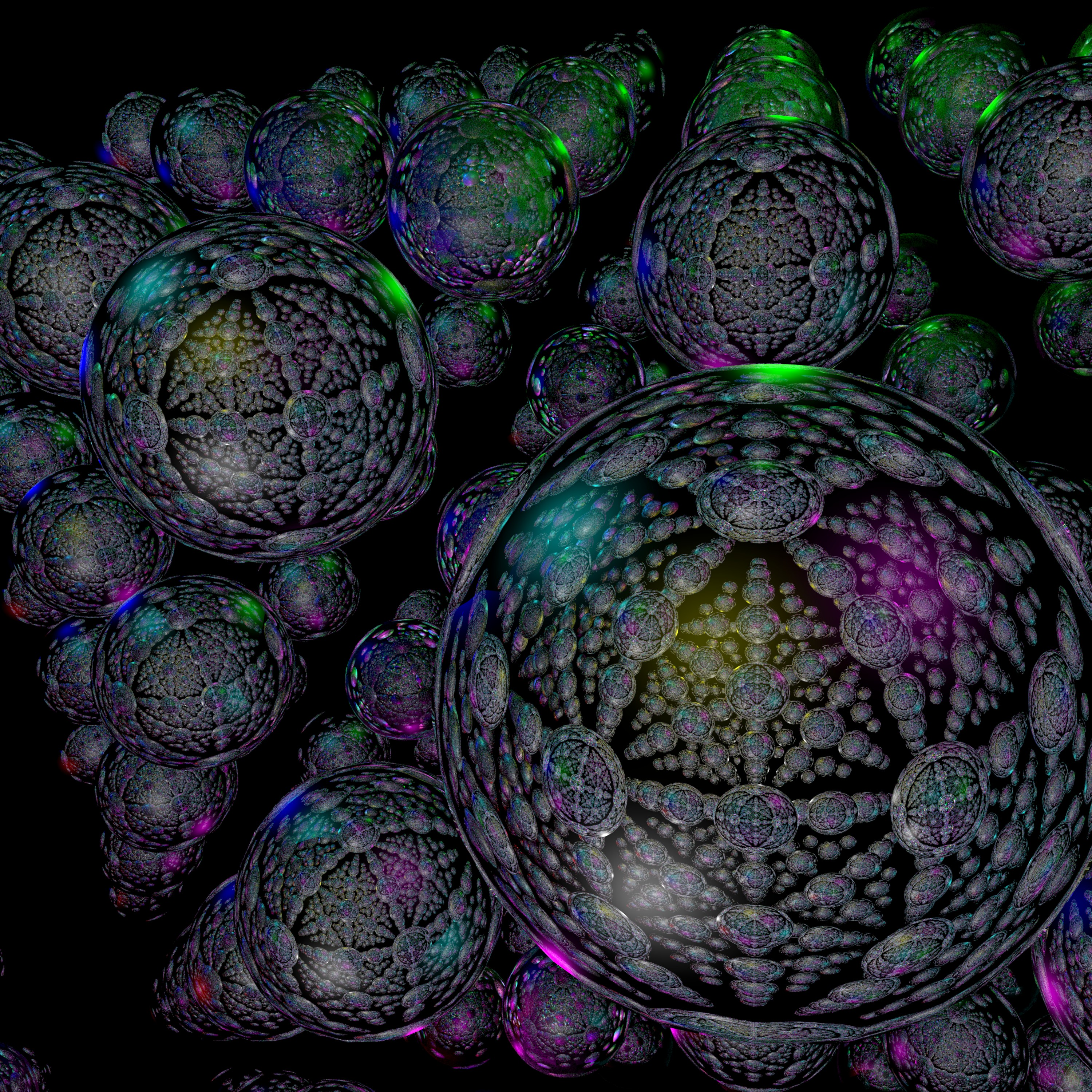
Uma renderização 3D da Teia de Indra, uma ilustração do conceito Huayan de interpenetração de todas as coisas.

A ideia asiática do não-dualismo é desenvolvida nas filosofias védicas e pós-védicas hindus, bem como nas tradições budistas. Os vestígios mais antigos do não-dualismo no pensamento indiano são encontrados nas Upanixades hindus anteriores, como Brihadaranyaka Upanishad, bem como em outras Upanixades pré-budistas, como o Chandogya Upanishad, que enfatiza a unidade da alma individual chamada Atman e o Supremo chamado Brahman. No hinduísmo, o não-dualismo é mais comumente associado à tradição Advaita Vedanta de Adi Shankara, mas também é presente em outras vertentes, como no xivaísmo da Caxemira. O siquismo comumente ensina a dualidade entre Deus e os homens, mas foi dada uma interpretação não dual por Bhai Vir Singh.

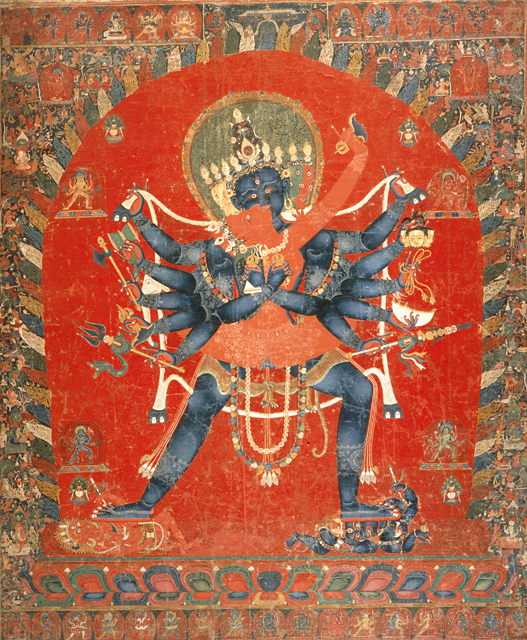
Saṃvara com Vajravārāhī em Yab-Yum. Essas representações budistas tântricas da união amorosa simbolizam a união não dual de Compaixão (Karuna) e Sabedoria (Prajna).

Na tradição budista, a não-dualidade está associada aos ensinamentos da vacuidade (śūnyatā) e à doutrina das duas verdades, particularmente o ensino de Madhyamaka da não-dualidade da verdade absoluta e relativa, a noção Iogachara de "somente mente/pensamento" (citta-matra ou "somente representação" (vijñaptimātra) e o ensino dzogchen, que, em tibetano, significa "não dois". Esses ensinamentos, juntamente com a doutrina da natureza búdica, foram conceitos influentes no desenvolvimento subsequente do budismo maaiana, não apenas na Índia, mas também no budismo do leste asiático e tibetano (como no shentong), principalmente no Huayan, Tiantai, Chán (Zen) e Vajrayana.
O taoísmo ensina a ideia de uma força universal sutil única ou poder criativo cósmico chamado Tao (literalmente "caminho"). O conceito de Yin e Yang, muitas vezes erroneamente concebido como um símbolo do dualismo, na verdade pretende transmitir a noção de que todos os opostos aparentes são partes complementares de um todo não-dual. A polaridade das realidades absoluta e relativas são expressas no conceito de "essência-função" do budismo chinês, influenciadas por uma interpretação ontológica das duas verdades e também pelas metafísicas taoísta e confucionista nativas.
O neoplatonismo ocidental é um elemento essencial da contemplação e do misticismo cristãos, e do esoterismo ocidental e da espiritualidade moderna (como o movimento teosófico e Nova Era), especialmente o unitarismo, o transcendentalismo, o universalismo e o perenialismo. Influências clássicas de não-dualismo também são bastante presentes no sufismo, cabala e judaísmo chassídico. 

## Etimologia
Quando se refere ao não-dualismo, o hinduísmo geralmente usa o termo sânscrito Advaita, (literalmente, adual), que é utilizado para definir várias vertentes de pensamento religioso e espiritual, enquanto o budismo usa Advaya (tibetano: gNis-med, chinês: pu-erh, japonês: fu-ni).
"Advaita" (अद्वैत) é de raízes sânscritas a, ‘‘não, sem’’ e dvaita, ‘‘dual, duplo, divisível’’ e geralmente é traduzido como "não-dualismo", "não-dualidade", “′adualidade′, "não-dual", “indivisível′′ e “aduplicidade′′. O termo "não-dualismo" e o termo "advaita" do qual se origina são termos polivalentes . A origem latina da palavra é duo, que significa "dois", prefixada com "não". 
"Advaya" (अद्वय) também é uma palavra sânscrita que significa "identidade única, não dois, sem um segundo", e geralmente se refere à doutrina das duas verdades do budismo maaiana, especialmente Madhyamaka. 
Um dos primeiros usos da palavra Advaita é encontrado no verso 4.3.32 do Brihadaranyaka Upanishad (~ 800 a.C.) e nos versos 7 e 12 do Mandukya Upanishad (datado de várias formas entre 500 a.C. e 200 EC). O termo aparece no Brihadaranyaka Upanishad na seção com um discurso da unicidade de Atman (alma individual) e Brahman (consciência universal), como segue: 
Um oceano é aquele que vê, sem nenhuma dualidade [Advaita]; este é o mundo Brahma, o rei. Assim Yajnavalkya o ensinou. Este é o seu maior objetivo, este é o seu maior sucesso, este é o seu mundo mais alto, esta é a sua maior felicidade. Todas as outras criaturas vivem em uma pequena porção dessa felicidade.— Brihadaranyaka Upanishad 4.3.32
Termos equivalentes a "não-dual" também foram informados pelas primeiras traduções dos Upanishads em outros idiomas ocidentais que não o inglês desde 1775. Esses termos se popularizaram e entraram no idioma inglês a partir de representações literais de "advaita" subsequentes à primeira onda de traduções para os Upanishads. Essas traduções começaram em inglês com o trabalho de Müller (1823-1900), nos monumentais Livros Sagrados do Oriente (1879).
Max Müller traduziu "advaita" como "monismo", como muitos estudiosos recentes. No entanto, alguns estudiosos afirmam que "advaita" não é realmente monismo.

## Seguidores
O que se segue é uma lista de pensadores, filósofos, escritores e artistas, de diferentes tradições religiosas, políticas e culturais, cujas obras expressam um notável grau de não-dualidade.

### Filósofos ocidentais antigos e medievais
- Parmênides
- Heráclito
- Plotino
- Meister Eckhart
- Juliana de Norwich

### Filósofos ocidentais modernos
- Friedrich Schelling
- Georg Wilhelm Friedrich Hegel
- Ralph Waldo Emerson
- Mary Baker Eddy
- Friedrich Nietzsche
- F. H. Bradley
- William James
- Alfred North Whitehead
- Buckminster Fuller
- Bertrand Russell
- Ludwig Wittgenstein
- Jay Michaelson

### Filósofos e professores asiáticos
- Iaghia Valkia (Índia, Iº milênio a.C.)
- Lao Tzu (Século IV a.C.)
- Zhuang Zi (Século IV a.C.)
- Nagarjuna (150-250)
- Gaudapada (Índia, Século VII)
- Shankara (Índia, Século IX)
- Wang Yangming (1472-1529)
- Ramakrishna (Índia, 1836-1886)
- Swami Vivekananda (Índia, 1863-1902)
- Ramana Maharshi (Índia, 1879-1950)
- Meher Baba (Índia, 1894-1969)
- Paramahansa Yogananda (1893-1952)
- Krishnamurti (Índia, 1895-1986)
- HVL Punsha (Índia, 1910-1997)
- Maharishi Mahesh Yogi (Índia, 1918-2008)
- Osho Rajneesh (Índia, 1931-1990)

### Autores e músicos
- Herman Melville
- Richard Bach
- Aldous Huxley
- Kahlil Gibran
- Alan Watts
- Neale Donald Walsch

### Mestres contemporâneos
- Namkhai Norbu (Tibete, 1938)
- Byron Katie Mitchell (Estados Unidos, 1942)
- Eckhart Tolle (Alemanha, 1948)
- Ken Wilber (Estados Unidos, 1949)
- Madhukar (Alemanha, 1957)

## Bibiografia
- Baleskar, Ramesh (1999). Who cares?
- Castaneda, Carlos (1987). The Power of Silence. Nova Iorque: Simon and Schuster. ISBN 0-671-50067-8.
- Cavallé, Mónica (2000): La sabiduria de la no dualidad. Barcelona: Kairos. ISBN 9788472456822.
- Downing, Jerry N. (2000) Between Conviction and Uncertainty ISBN 0-79144-627-1.
- Godman, David (Ed.) (1985). Be As You Are: The Teachings of Sri Ramana Maharshi. Londres: Arkana. ISBN 0-14-019062-7.
- Hawkins, David R. (October 2006). Discovery of the Presence of God: Devotional Nonduality. Sedona (Arizona): Veritas Publishing. ISBN 0-9715007-6-2 (Capa mole); ISBN 0-9715007-7-0 (Capa dura)
- Jeon, Arthur (2004): City dharma: keeping your cool in the chaos. ISBN 1-40004-908-3.
- Katz, Jerry (Ed.) (2007). One: essential writings on nonduality. Boulder (Colorado): Sentient Publications. ISBN 1591810531.
- Kent, John (1990): Richard Rose's psychology of the observer: the path to reality through the self (tese de doutorado).
- Klein, Anne Carolyn (1995). Meeting the great bliss queen: buddhists, feminists, and the art of the self. Boston: Beacon Press. ISBN 0-8070-7306-7.
- Kongtrül, Jamgön (1992). Cloudless Sky: the mahamudra path of the Tibetan buddhist Kagyü school. Boston: Shambhala Publications. ISBN 0-87773-694-4.
- Lama, Dalai (2000). Dzogchen: the heart essence of the great perfection. Ithaca: Snow Lion Publications. ISBN 1-55939-157-X.
- Norbu, Namkhai (1993). The crystal and the way of light: sutra, tantra and dzogchen. Londres: Arkana. ISBN 0-14-019314-6.
- Schucman, Helen (1992) "A course in miracles". Foundation for Inner Peace, pág. 1. ISBN 0-9606388-9-X.
- Trungpa, Chögyam (1987). Cutting through spiritual materialism. Boston: Shambhala Publications. ISBN 0-87773-050-4.